# Корнешти (Бакау)
Корнешти (рум. Cornești) насеље је у Румунији у округу Бакау у општини Филипешти. Oпштина се налази на надморској висини од 167 m.

## Становништво
Према подацима из 2002. године у насељу је живело 184 становника, од којих су сви румунске националности.